# Amazonides epipyria
Amazonides epipyria là một loài bướm đêm trong họ Noctuidae.